# 500 Milhas de Indianápolis de 1955
Resultados da trigésima nona edição das 500 Milhas de Indianápolis realizadas no Indianapolis Motor Speedway à 30 de maio de 1955, valendo também como terceira etapa do mundial de Fórmula 1. Esta prova passou à história devido às mortes de Manny Ayulo durante os treinos e de Bill Vukovich na própria corrida. O vencedor foi o norte-americano Bob Sweikert.

## Treino classificatório
| Pos. | Nº | Piloto            | Equipe                          | Chassi                | Motor              | Pneu | Tempo    | Diferença |
| ---- | -- | ----------------- | ------------------------------- | --------------------- | ------------------ | ---- | -------- | --------- |
| 1    | 23 | Jerry Hoyt        | Jim Robbins                     | Stevens ???           | Offenhauser L4 4.5 | F    | 1'04"265 |           |
| 2    | 10 | Tony Bettenhausen | H.A. Chapman                    | Kurtis Kraft 500C     | Offenhauser L4 4.5 | F    | 1'04"292 | "027      |
| 3    | 3  | Jack McGrath      | Jack Hinkle                     | Kurtis Kraft 500C     | Offenhauser L4 4.5 | F    | 1'05"122 | "857      |
| 4    | 14 | Fred Agabashian   | Federal Engineering             | Kurtis Kraft 500C     | Offenhauser L4 4.5 | F    | 1'05"410 | 1"145     |
| 5    | 4  | Bill Vukovich     | Lindsey Hopkins                 | Kurtis Kraft 500C     | Offenhauser L4 4.5 | F    | 1'05"798 | 1"533     |
| 6    | 8  | Sam Hanks         | Jones & Maley Cars              | Kurtis Kraft 500C     | Offenhauser L4 4.5 | F    | 1'06"200 | 1"935     |
| 7    | 77 | Walt Faulkner     | Merz Engineering                | Kurtis Kraft 500C     | Offenhauser L4 4.5 | F    | 1'06"395 | 2"130     |
| 8    | 19 | Andy Linden       | Joseph Massaglia                | Kurtis Kraft 4000     | Offenhauser L4 4.5 | F    | 1'06"702 | 2"437     |
| 9    | 22 | Cal Niday         | D-A Lubricants Racing           | Kurtis Kraft 500B     | Offenhauser L4 4.5 | F    | 1'07"147 | 2"882     |
| 10   | 15 | Jimmy Davies      | Bardahl/Pat Clancy              | Kurtis Kraft 500B     | Offenhauser L4 4.5 | F    | 1'07"160 | 2"895     |
| 11   | 1  | Jimmy Bryan       | Dean Van Lines                  | Kuzma Indy Roadster   | Offenhauser L4 4.5 | F    | 1'07"318 | 3"053     |
| 12   | 89 | Pat Flaherty      | Dunn Engineering                | Kurtis Kraft 500B     | Offenhauser L4 4.5 | F    | 1'08"217 | 3"952     |
| 13   | 37 | Eddie Russo       | Dr. R.N. Sabourin               | Pawl ???              | Offenhauser L4 4.5 | F    | 1'08"232 | 3"967     |
| 14   | 6  | Bob Sweikert      | John Zink                       | Kurtis Kraft 500C     | Offenhauser L4 4.5 | F    | 1'08"287 | 4"022     |
| 15   | 5  | Jimmy Reece       | Emmett Malloy                   | Pankratz D            | Offenhauser L4 4.5 | F    | 1'08"290 | 4"025     |
| 16   | 71 | Al Herman         | T.W. & W.T. Martin              | Kurtis Kraft ???      | Offenhauser L4 4.5 | F    | 1'08"372 | 4"107     |
| 17   | 48 | Jimmy Daywalt     | Sumar/Chapman Root              | Kurtis Kraft ???      | Offenhauser L4 4.5 | F    | 1'08"555 | 4"290     |
| 18   | 98 | Duane Carter      | J.C. Agajanian                  | Kuzma Indy Roadster   | Offenhauser L4 4.5 | F    | 1'08"595 | 4"330     |
| 19   | 29 | Pat O'Connor      | Ansted Rotary                   | Kurtis Kraft 500D     | Offenhauser L4 4.5 | F    | 1'08"657 | 4"392     |
| 20   | 33 | Jim Rathmann      | Belond Equa-Flow/Calif. Muffler | Epperly Indy Roadster | Offenhauser L4 4.5 | F    | 1'08"885 | 4"620     |
| 21   | 12 | Don Freeland      | Bob Estes                       | Phillips ???          | Offenhauser L4 4.5 | F    | 1'09"347 | 5"082     |
| 22   | 42 | Al Keller         | Sam Traylor Offy                | Kurtis Kraft 2000     | Offenhauser L4 4.5 | F    | 1'09"492 | 5"227     |
| 23   | 49 | Ray Crawford      | Ray Crawford                    | Kurtis Kraft 500B     | Offenhauser L4 4.5 | F    | 1'09"652 | 5"387     |
| 24   | 99 | Art Cross         | Bardahl/Ed Walsh                | Kurtis Kraft 500C     | Offenhauser L4 4.5 | F    | 1'09"865 | 5"600     |
| 25   | 41 | Chuck Weyant      | Federal Engineering             | Kurtis Kraft 3000     | Offenhauser L4 4.5 | F    | 1'10"187 | 5"922     |
| 26   | 39 | Johnny Boyd       | Sumar/Chapman Root              | Kurtis Kraft 500D     | Offenhauser L4 4.5 | F    | 1'10"702 | 6"437     |
| 27   | 16 | Johnnie Parsons   | Trio Brass Foundry / Anderson   | Kurtis Kraft 500C     | Offenhauser L4 4.5 | F    | 1'10"785 | 6"520     |
| 28   | 31 | Keith Andrews     | John McDaniel                   | Schroeder ???         | Offenhauser L4 4.5 | F    | 1'11"152 | 6"887     |
| 29   | 68 | Ed Elisian        | Westwood Gauge/Wales            | Kurtis Kraft 4000     | Offenhauser L4 4.5 | F    | 1'11"502 | 7"237     |
| 30   | 27 | Rodger Ward       | Aristo Blue/E.R. Casale         | Kuzma Indy Roadster   | Offenhauser L4 4.5 | F    | 1'11"642 | 7"377     |
| 31   | 81 | Shorty Templeman  | Central Excavating/Pete Salemi  | Trevis Indycar        | Offenhauser L4 4.5 | F    | 1'11"659 | 7"394     |
| 32   | 83 | Eddie Johnson     | McNamara/Kalamazoo Sports       | Trevis Indycar        | Offenhauser L4 4.5 | F    | 1'11"940 | 7"675     |
| 33   | 44 | Johnny Thomson    | Peter Schmidt                   | Kuzma Indy Roadster   | Offenhauser L4 4.5 | F    | 1'12"107 | 7"842     |

## Corrida
| Pos. | Nº | Piloto            | Equipe                          | Chassi                | Motor              | Pneu | Voltas | Tempo                            | Grid | Pontos |
| ---- | -- | ----------------- | ------------------------------- | --------------------- | ------------------ | ---- | ------ | -------------------------------- | ---- | ------ |
| 1    | 6  | Bob Sweikert      | John Zink                       | Kurtis Kraft 500C     | Offenhauser L4 4.5 | F    | 200    | 3h 53m 59s 530ms (206.315 km/h)  | 14   | 8      |
| 2    | 10 | Tony Bettenhausen | H.A. Chapman                    | Kurtis Kraft 500C     | Offenhauser L4 4.5 | F    | 123    |                                  | 2    | 3      |
| -    | 10 | Paul Russo        | H.A. Chapman                    | Kurtis Kraft 500C     | Offenhauser L4 4.5 | F    | 77     | 3h 56m 43s 088ms (+2m 43s 558ms) | 2    | 3      |
| 3    | 15 | Jimmy Davies      | Bardahl/Pat Clancy              | Kurtis Kraft 500B     | Offenhauser L4 4.5 | F    | 200    | 3h 57m 31s 890ms (+3m 32s 359ms) | 10   | 4      |
| 4    | 44 | Johnny Thomson    | Peter Schmidt                   | Kuzma Indy Roadster   | Offenhauser L4 4.5 | F    | 200    | 3h 57m 38s 440ms (+3m 38s 910ms) | 33   | 3      |
| 5    | 77 | Walt Faulkner     | Merz Engineering                | Kurtis Kraft 500C     | Offenhauser L4 4.5 | F    | 176    |                                  | 7    | 1      |
| -    | 77 | Bill Homeier      | Merz Engineering                | Kurtis Kraft 500C     | Offenhauser L4 4.5 | F    | 24     | 3h 59m 16s 700ms (+5m 17s 170ms) | 7    | 1      |
| 6    | 19 | Andy Linden       | Joseph Massaglia                | Kurtis Kraft 4000     | Offenhauser L4 4.5 | F    | 200    | 3h 59m 57s 470ms (+5m 57s 939ms) | 8    |        |
| 7    | 71 | Al Herman         | T.W. & W.T. Martin              | Kurtis Kraft ???      | Offenhauser L4 4.5 | F    | 200    | 4h 00m 23s 770ms (+6m 24s 239ms) | 16   |        |
| 8    | 29 | Pat O'Connor      | Ansted Rotary                   | Kurtis Kraft 500D     | Offenhauser L4 4.5 | F    | 200    | 4h 00m 41s 130ms (+6m 41s 600ms) | 19   |        |
| 9    | 48 | Jimmy Daywalt     | Sumar/Chapman Root              | Kurtis Kraft ???      | Offenhauser L4 4.5 | F    | 200    | 4h 01m 09s 340ms (+7m 09s 810ms) | 17   |        |
| 10   | 89 | Pat Flaherty      | Dunn Engineering                | Kurtis Kraft 500B     | Offenhauser L4 4.5 | F    | 200    | 4h 01m 46s 070ms (+7m 46s 540ms) | 12   |        |
| 11   | 98 | Duane Carter      | J.C. Agajanian                  | Kuzma Indy Roadster   | Offenhauser L4 4.5 | F    | 197    |                                  | 18   |        |
| 12   | 41 | Chuck Weyant      | Federal Engineering             | Kurtis Kraft 3000     | Offenhauser L4 4.5 | F    | 196    |                                  | 25   |        |
| 13   | 83 | Eddie Johnson     | McNamara/Kalamazoo Sports       | Trevis Indycar        | Offenhauser L4 4.5 | F    | 196    |                                  | 32   |        |
| 14   | 33 | Jim Rathmann      | Belond Equa-Flow/Calif. Muffler | Epperly Indy Roadster | Offenhauser L4 4.5 | F    | 191    |                                  | 20   |        |
| 15   | 12 | Don Freeland      | Bob Estes                       | Phillips ???          | Offenhauser L4 4.5 | F    | 178    | Transmissão                      | 21   |        |
| 16   | 22 | Cal Niday         | D-A Lubricants Racing           | Kurtis Kraft 500B     | Offenhauser L4 4.5 | F    | 170    | Acidente                         | 9    |        |
| 17   | 99 | Art Cross         | Bardahl/Ed Walsh                | Kurtis Kraft 500C     | Offenhauser L4 4.5 | F    | 168    | Biela                            | 24   |        |
| 18   | 81 | Shorty Templeman  | Central Excavating/Pete Salemi  | Trevis Indycar        | Offenhauser L4 4.5 | F    | 142    | Transmissão                      | 31   |        |
| 19   | 8  | Sam Hanks         | Jones & Maley Cars              | Kurtis Kraft 500C     | Offenhauser L4 4.5 | F    | 134    | Transmissão                      | 6    |        |
| 20   | 31 | Keith Andrews     | John McDaniel                   | Schroeder ???         | Offenhauser L4 4.5 | F    | 120    | Ignição                          | 28   |        |
| 21   | 16 | Johnnie Parsons   | Trio Brass Foundry / Anderson   | Kurtis Kraft 500C     | Offenhauser L4 4.5 | F    | 119    | Magneto                          | 27   |        |
| 22   | 37 | Eddie Russo       | Dr. R.N. Sabourin               | Pawl ???              | Offenhauser L4 4.5 | F    | 112    | Ignição                          | 13   |        |
| 23   | 49 | Ray Crawford      | Ray Crawford                    | Kurtis Kraft 500B     | Offenhauser L4 4.5 | F    | 111    | Válvula                          | 23   |        |
| 24   | 1  | Jimmy Bryan       | Dean Van Lines                  | Kuzma Indy Roadster   | Offenhauser L4 4.5 | F    | 90     | Bomba à gasolina                 | 11   |        |
| FAT  | 4  | Bill Vukovich     | Lindsey Hopkins                 | Kurtis Kraft 500C     | Offenhauser L4 4.5 | F    | 56     | Acidente fatal                   | 5    | 1      |
| 26   | 3  | Jack McGrath      | Jack Hinkle                     | Kurtis Kraft 500C     | Offenhauser L4 4.5 | F    | 54     | Magneto                          | 3    |        |
| 27   | 42 | Al Keller         | Sam Traylor Offy                | Kurtis Kraft 2000     | Offenhauser L4 4.5 | F    | 54     | Colisão                          | 22   |        |
| 28   | 27 | Rodger Ward       | Aristo Blue/E.R. Casale         | Kuzma Indy Roadster   | Offenhauser L4 4.5 | F    | 53     | Colisão                          | 30   |        |
| 29   | 39 | Johnny Boyd       | Sumar/Chapman Root              | Kurtis Kraft 500D     | Offenhauser L4 4.5 | F    | 53     | Colisão                          | 26   |        |
| 30   | 68 | Ed Elisian        | Westwood Gauge/Wales            | Kurtis Kraft 4000     | Offenhauser L4 4.5 | F    | 53     | Retirada voluntária              | 29   |        |
| 31   | 23 | Jerry Hoyt        | Jim Robbins                     | Stevens ???           | Offenhauser L4 4.5 | F    | 40     | Fuga de óleo                     | 1    |        |
| 32   | 14 | Fred Agabashian   | Federal Engineering             | Kurtis Kraft 500C     | Offenhauser L4 4.5 | F    | 39     | Rotação                          | 4    |        |
| 33   | 5  | Jimmy Reece       | Emmett Malloy                   | Pankratz D            | Offenhauser L4 4.5 | F    | 10     | Biela                            | 15   |        |